# Pere Gilbert
Pere Gibert  o Don Pedro Gilbert (c 1800 - Boston, Massachusetts, 11 de juny de 1835) va ser un pirata català de principis del segle xix, un dels pocs pirates que va seguir fent incursions a la costa atlàntica.
Gilbert va mantenir la distinció d'haver participat en l'últim acte de pirateria registrat en aigües de l'Atlàntic, tot i que la distinció d'"últim pirata americà" pertany a Nathaniel Gordon, que va ser executat el 1862 per un intent de contraban d'esclaus africans en violació de la Llei per a la Protecció del Comerç dels Estats Units i Castigar el crim de la pirateria (1819).

## Biografia

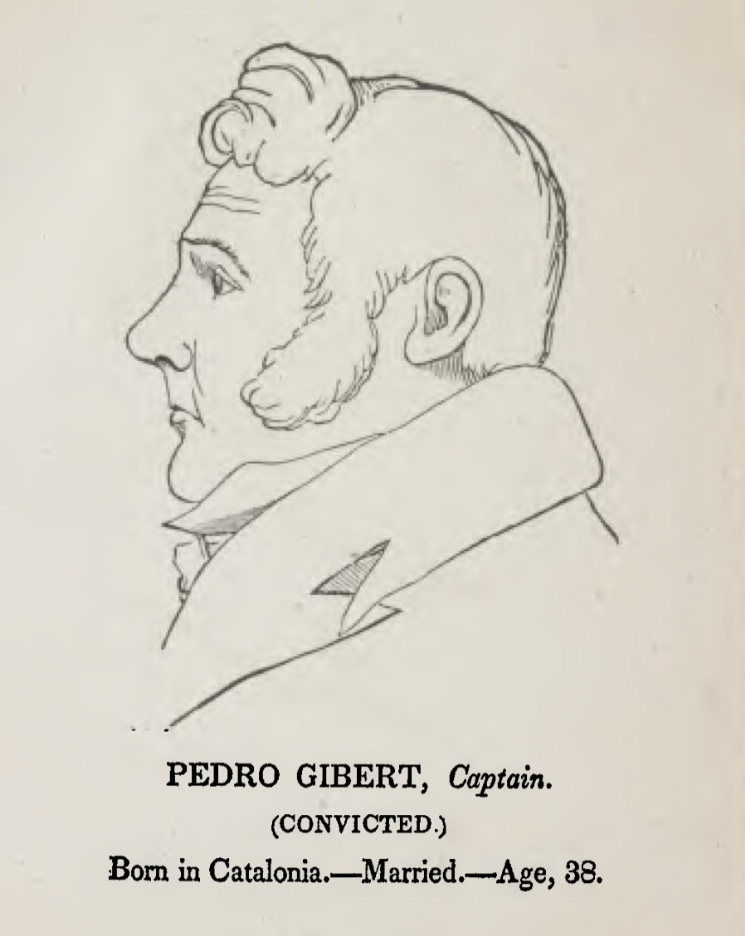
Dibuix del pirata d'origen català Pere Gibert durant el seu judici davant el Tribunal dels EUA

Nascut a Catalunya, va esdevenir en primera instància corsari al servei del govern de Colòmbia, Gibert va començar a assaltar els vaixells mercants americans davant de la costa oriental de Florida amb la seva goleta, el Panda a principis de 1832.
El 21 de setembre de 1832, a les costes del que avui és Stuart, Florida, Gibert va perseguir i, a continuació, va abordar el Mexicana, un bergantí americà de Salem a Rio de Janeiro que duia 20.000 dòlars en plata. Després de la rendició de la tripulació, un membre de la tripulació va demanar Gibert que calia fer amb els seus captius,i el capità pirata va respondre "Gats morts no miolen. Vostè sap què fer." 
Tancant la tripulació a l'interior del castell de proa, la tripulació de Gibert va saquejar els magatzems del Mexicana. Van trencar els aparells i les veles, els pirates van omplir la galera del vaixell amb combustible i van encendre la nau amb la tripulació atrapada a l'interior. No obstant això, els presoners van aconseguir sortir després d'una hora i apagar el foc, tot i que van continuar deixant prou fum fins que els pirates van desaparèixer. Després de sis setmanes a la mar, la tripulació finalment va tornar a Salem, on van poder reportar l'incident. Gilbert finalment va ser capturat a l'Àfrica Occidental dos anys més tard quan el seu vaixell es va enfonsar en un combat naval amb el vaixell britànic HMS Curlew, comandat per Henry Dundas Trotter.
Extradit als Estats Units, va ser jutjat pel United States circuit court, juntament amb la seva tripulació, a Boston el novembre de 1834. Fou declarat culpable per actes de pirateria i condemnat a morir a la forca essent executat l'11 de juny de 1835.

## Memorial
Un banc de sorra de Stuart (Florida) que els pirates sovint utilitzaven per atraure els vaixells confiats, està marcat a les cartes nàutiques com a "Barra de Gibert".